# Weimar (Lahn)
Weimar (Lahn) är en kommun i det tyska förbundslandet Hessen och har cirka 7 000 invånare. Den ligger vid floden Lahn omkring 10 km söder om Marburg. 
Kommunen bildades 1 februari 1971 genom en sammanslagning av de tidigare kommunerna Allna, Niederweimar och Oberweimar. De tidigare kommunerna Argenstein, Roth, Weiershausen och Wenkbach] uppgick i Weimar (Lahn) 1 juli 1972 och Kehna, Nesselbrunn, Niederwalgern, Stedebach och Wolfshausen 1 juli 1974.